# Jewel (M!LKのアルバム)
『Jewel』（ジュエル）は、日本のダンスボーカルユニット・M!LKの通算5枚目、メジャー・デビュー後初のアルバム。2023年6月14日にColourful Recordsから発売。

## 概要
Blu-ray付初回限定盤A・ボーナスCD付初回限定盤B・通常盤の3形態で発売。タワーレコード限定でイベント参加権付通常盤CDが4種発売された。他に完全受注生産盤も存在している。初回限定盤Bは、インディーズで発売したシングル10曲を収録している。

## 収録曲

### CD
1. Aiシャンデリア [3:31][3]
作詞：イワツボコーダイ・Uyu、作曲：イワツボコーダイ・UNO BLAQLO、編曲： UNO BLAQLO
2. topaz [3:45][3]
作詞：SoichiroK、作曲：SoichiroK・Nozomu.S、編曲：Soulife
3. Ribbon [4:27][3]
作詞：園田健太郎、作曲：すみだしんや、編曲：eimi
  - メジャー・デビュー後1stシングル
4. 奇跡が空に恋を響かせた [3:48][3]
作詞：園田健太郎、作曲・編曲：江上浩太郎
  - メジャー・デビュー後2ndシングル
5. ジブンエール [4:21][3]
作詞：M!LK、作曲：塩原大貴、編曲：園田健太郎
6. labyrinth [3:28][3]
作詞：Masaki Fujiwara、作曲：RUSH EYE・Masaki Tomiyama、編曲：Masaki Tomiyama
7. Break it down [3:19][3]
作詞：Iren Miyagawa、作曲・編曲：RUSH EYE
8. HIKARI [4:29][3]
作詞：柴山慧、作曲・編曲：柳沢英樹
9. STARS [3:52][3]
作詞・作曲・編曲：HIKARI
  - メジャー・デビュー後3rdシングル
10. コトノハ  [4:23][3]
作詞・作曲：さくらしめじ、編曲：eimi
11. Milestone  [4:35][3]
作詞・作曲・編曲：園田健太郎

Disc2（初回限定盤B）
1. フレ!フレ!オレ!（2023） [2:48][3]
作詞・作曲・編曲：岡部波音
2. コーヒーが飲めません（2023） [3:08][3]
作詞・作曲・編曲：岡部波音
  - 1stシングル
3. 反抗期アバンチュール（2023） [3:40][3]
作詞・作曲：渡辺翔、編曲：清水哲平
  - 2ndシングル
4. 新学期アラカルト（2023） [4:30][3]
作詞：深川琴美、作曲：倉内達矢、編曲：清水哲平
  - 3rdシングル
5. 夏味ランデブー（2023） [3:15][3]
作詞：Yuki-Kokubo、作曲：Yuki-Kokubo・家原正樹、編曲：家原正樹
  - 4thシングル
6. 疾走ペンデュラム（2023） [4:06][3]
作詞・作曲：本田光史郎、編曲：清水哲平
  - 5thシングル
7. テルネロファイター（2023） [4:25][3]
作詞・作曲・編曲：木村有希
  - 6thシングル
8. ボクラなりレボリューション（2023） [4:20][3]
作詞・作曲・編曲：園田健太郎
  - 7thシングル
9. Over The Storm（2023） [3:59][3]
作詞・作曲：木下智哉、編曲：陶山隼
  - 8thシングル
10. かすかに、君だった。（2023） [3:31][3]
作詞・作曲・編曲：園田健太郎
  - 9thシングル
11. ERA（2023） [4:12][3]
作詞・作曲・編曲：園田健太郎
  - 10thシングル

### Blu-ray
※初回限定盤Aのみ
1. M!LK学園 課外授業編